# Kim tự tháp Pepi II

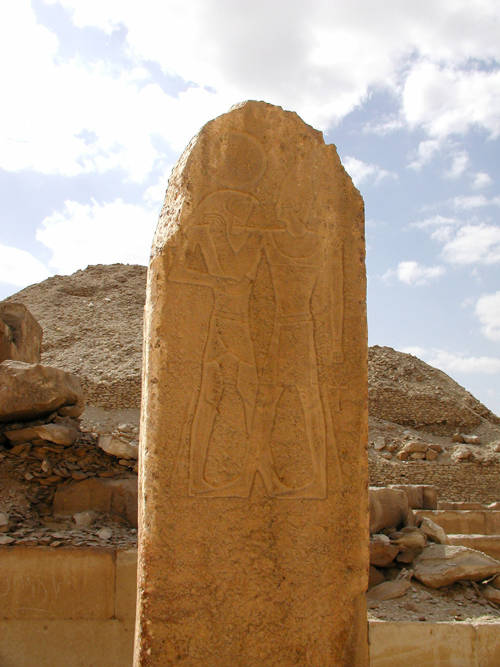
Cột đá có mang hình thần Ra và Pepi II

Kim tự tháp Pepi II, nằm xa về phía nam của Kim tự tháp Pepi I, thuộc khu nghĩa trang Saqqara, được xây dựng bởi pharaon Pepi II - vua thứ năm của Vương triều thứ 6 của trong lịch sử Ai Cập. Tên gọi cổ xưa được biết đến của kim tự tháp là "Cuộc sống vĩnh hằng của Pepi".
Một lần nữa, John Shae Perring là người đầu tiên khai quật khu phức hợp này vào những năm 1830; nối tiếp sau đó là Gaston Maspero, người đã bước vào bên trong cấu trúc vào năm 1881. Nhưng mãi đến năm 1926, Gustave Jequier mới tiến hành một cuộc khai quật có hệ thống, phương pháp. Jequier là người đã tái thiết lập lại cấu trúc khu phức hợp và những văn khắc trên kim tự tháp từ năm 1932 - 1935. Từ năm 1996 trở đi, nhiều cuộc khai quật vẫn tiếp tục được diễn ra bởi những nhóm khảo cổ đến từ Pháp.

## Cấu trúc phức hợp

Phức hợp kim tự tháp và đền thung lũng của Pepi II

### Đền thung lũng
Ngôi đền thung lũng của Pepi II rất khác so với một số vị vua trước đó. Nó khá rộng và có một khoảng sân ở phía đông, nằm trải dọc song song với một con kênh đào không còn nữa. Ở hai đầu bắc - nam của ngôi đền là hai con dốc dẫn lên khoảng sân, chính giữa khoảng sân đó là lối vào đền thung lũng.
Cửa vào dẫn ngay đến một tiền sảnh với 8 cột đá đỡ mái đền, xung quanh các sảnh này là những căn phòng kho. Những mảnh vỡ của các phù điêu cho thấy cảnh nhà vua đang ra trận với sự giúp sức các vị thần, trong đó có một vài cảnh đi săn của ông. Hành lang dẫn đến một sảnh thứ 2, tại đây có một cầu thang dẫn lên tầng mái của ngôi đền. Những phù điêu tìm được trong sảnh thứ 2 mô tả cảnh săn bắt hà mã, với một con hà mã đang được chuyển đi trên xe gỗ.
Sảnh thứ 3 kết nối trực tiếp với con đường đắp cao ở góc tây nam, nối giữa đền thung lũng với khu phức hợp ở đằng xa. Trên đường đi có một phòng canh gác nhỏ. Những phù điêu trên đường đi miêu tả Pepi dưới hình hài của nhân sư và điểu sư đang giẫm đạp lên quân thù cùng những cảnh dâng nạp cống phẩm cho vua cùng các vị thần.
Trong đống tàn dư của đền thung lũng, Jequier đã tìm được một cái rương nhỏ có mang tên của Pepi và hình ảnh của các thần.

### Đền tang lễ
Hành lang từ đường đắp dẫn vào một khoảng sân rộng, được lát đá vôi của đền tang lễ. Những bức tường trong sân không được trang trí, tuy nhiên có 18 cây cột đá quartzit đỏ được đặt xung quanh chu vi của sân. Chỉ có 1 cột đá góc tây bắc là còn nguyên vẹn, trên đó khắc họa hình ảnh của nhà vua và thần Ra; những cây cột khác cũng mang hình ảnh của những vị thần nhưng lại bị vỡ. Xung quanh khoảng sân này lại là những căn phòng kho, tương tự ở đền thung lũng.
Ở hành lang nối giữa khoảng sân với một nhà nguyện, những bức tường bên trong được trang trí với những cảnh nhà vua đang dự lễ hội Sed, lễ tế thần Min và xét xử, hành hình đối với một tên thủ lĩnh người Libya. Nằm rải rác trong các hốc tường là những bức tượng đá vôi của kẻ thù đang quỳ gối, tay trói sau lưng như thể sắp bị chém đầu. Những bức tượng như thế này được tìm thấy ở các kim tự tháp của vua Djedkare, Teti và Pepi I.
Ngay giữa nhà nguyện là 5 hốc bằng đá graite đỏ để đặt tượng của Pepi. Đằng sau đó là dấu tích của một cột đá granite đỏ được dựng ngay trung tâm. Trần phòng được trang trí với những ngôi sao, trong khi 4 bức tường khắc họa cảnh thiết triều của vua Pepi.
Ở cuối nhà nguyện là một hành lang dẫn đến sảnh thờ của khu vực đền tang lễ. Hành lang này cũng được trang trí những phù điêu quen thuộc như ở khu đền tang lễ. Trước lối vào sảnh thờ là một sảnh ngoài, trên đó có khắc hình Nekhbet và Anubis cùng hơn 100 vị thần đang chào đón nhà vua. Bên trong sảnh thờ, những bức họa cho thấy quan lại và dân chúng đang dâng đủ mọi vật phẩm cho nhà vua. Một cánh cửa giả nằm ở bức tường phía tây, sát vách mặt đông của kim tự tháp chính.

## Kim tự tháp Pepi II

### Kim tự tháp vệ tinh
Có một kim tự tháp vệ tinh nằm ở góc đông nam kim tự tháp chính, các cạnh dài 15,75 mét và dốc 63°. Bên trong có một hành lang chữ T và một phòng mộ nhỏ.

### Kim tự tháp chính
Kích thước của kim tự tháp Pepi II gần như là ngang bằng với kim tự tháp Pepi I, với chiều cao được đo là 52,5 mét và các cạnh dài 78,75 mét, độ dốc 53°, mặc dù ngày nay kim tự tháp Pepi I chỉ còn cao 12 mét. Cấu trúc của nó cũng được xây tương tự như của Pepi I, với lõi có 6 tầng xây bằng đá vôi, được kết dính bằng vữa đất sét, bên ngoài có phủ vôi trắng.
Lối vào của kim tự tháp nằm ở phía bắc, nơi có một miếu thờ nhỏ. Hành lang dẫn xuống một tiền sảnh nhỏ bên dưới, tại đây người ta tìm được mảnh vỡ của những cái hũ, bình bằng thạch cao và đá diorite cùng 1 lưỡi dao tròn bằng vàng. Tiền sảnh lại mở ra một hành lang thứ 2, đi thêm một đoạn ngắn nữa sẽ bị chặn bởi 3 khối đá granite lớn. Sau 3 cửa chặn đó, hành lang sẽ dẫn tới căn phòng ngoài, rẽ phải đi thêm một đoạn nữa là tới phòng chôn cất. Ở phòng ngoài có một căn phòng nhỏ gọi là serdab - nơi trú ngụ của linh hồn, đã bị hủy hoại.
Dọc các hành lang, các ký tự tượng hình được khắc đầy kín trên 2 bên tường lối đi, tương tự với 4 bức tường trong các phòng ngầm. Trần của cả hai phòng đều được trang trí với các vì sao sáng trên nền trời đêm, một mô típ rất quen thuộc ở những kim tự tháp. Bức tường nơi quan tài nằm sát đó, được trang trí hình ảnh một cung điện cách điệu.
Cỗ quan tài bằng đá granite đen khá nguyên vẹn, bên ngoài khắc tên và các danh hiệu của Pepi II, ở phần đầu và cuối của quan tài được vẽ 2 cánh cửa giả bằng màu sơn xanh lá; tuy nhiên, nắp quan tài lại chưa được hoàn chỉnh, một số chỗ chưa được mài nhẵn và không được khắc văn tự. Thi hài của nhà vua không được tìm thấy, kể cả cái rương đựng bình nội tạng của ông cũng biến mất, nhưng nắp của cái rương này vẫn còn sót lại, và nó cũng được làm một cách khá vội vàng.

## Kim tự tháp của các hoàng hậu

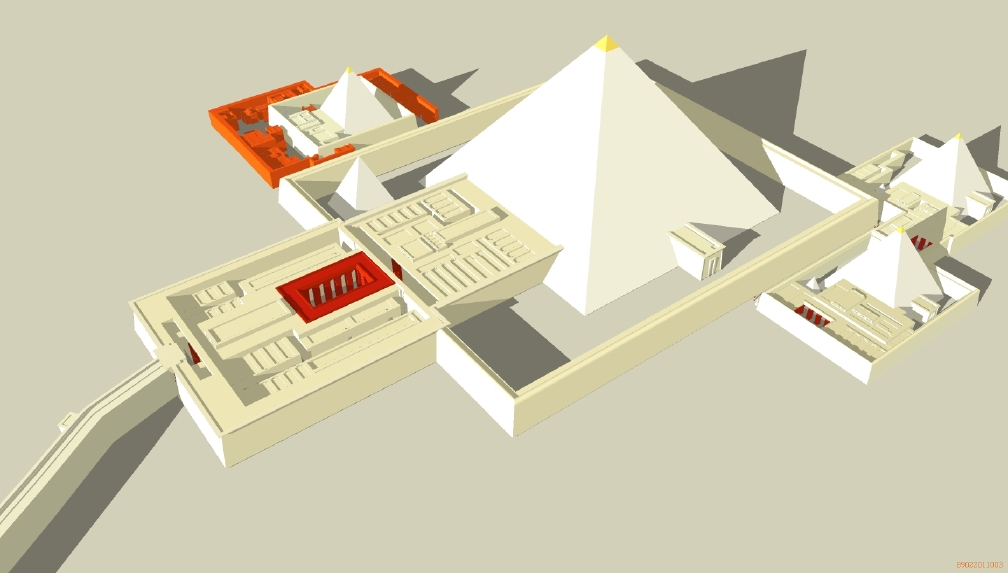
Phức hợp của Pepi II cùng các phức hợp của hậu phi

Cũng như ông nội của mình, pharaon Pepi I Meryre, Pepi II cũng đã cho hợp táng những bà vợ xung quanh khu phức hợp của mình. Những phức hợp kim tự tháp này là một bản sao thu nhỏ của phức hợp Pepi II nhưng đơn giản hơn nhiều, các cấu trúc có phần thay đổi, bao gồm: 1 đền thờ tang lễ, 1 kim tự tháp vệ tinh và 1 kim tự tháp chính.

### Kim tự tháp Neith
Neith vừa là cô ruột, vừa là chị họ của Pepi II. Về sau bà lại kết hôn với chính Pepi II và có lẽ là mẹ của vua Merenre Nemtyemsaf II sau đó. Kim tự tháp của bà nằm ở hướng tây bắc của phức hợp Pepi II, sát bên trái là kim tự tháp của hoàng hậu Iput II.
Cổng vào đền thờ bên trong phức hợp nằm ở phía đông nam của tường bao, có 2 cột bút tháp bằng đá vôi ở cổng vào. Các bức phù điêu trên các đền đài chủ yếu mô tả những cảnh dâng lễ cho hoàng hậu. Hầm mộ bên dưới kim tự tháp vệ tinh chứa đầy những mảnh gốm.
Lối vào kim tự tháp chính nằm phía bắc, cũng có một hành lang và hệ thống cửa chặn nhưng đơn giản hơn của Pepi. Lối trang trí và những văn khắc cũng được bài trí y như của Pepi, và một cỗ quan tài bằng granite đỏ cùng với một rương đựng bình nội tạng cũng cùng vật liệu được đặt ở tường phía tây của phòng. Thi hài của Neith không được tìm thấy nhưng rất nhiều những mảnh vỡ thạch cao từ các bình hũ nằm vương trên nền đất.
Kích thước của kim tự tháp Neith được đo là 21,5 (chiều cao) x 23,5 (chiều dài các cạnh) mét, độ dốc là 61°.

### Kim tự tháp Iput II
Iput II là một người vợ ít được chứng thực của vua Pepi II. Bà là con gái của Pepi I, tức là cô ruột của Pepi II. Kim tự tháp của Iput II nằm ở bên trái của Neith, với đền tang lễ xây theo hình chữ L, nhưng đã bị hư hỏng phần lớn. Cổng vào phức hợp làm bằng đá graite hồng, trên đó có khắc các tên và tước hiệu của thứ hậu Iput. Tuy nhiên, bà không được gọi là "Mẹ của Vua" như hoàng hậu Neith.
Kim tự tháp của Iput đã sụp đổ, nhưng nó cũng không khác nhiều so với kim tự tháp của Neith, chỉ có điều nhỏ hơn. Một cỗ quan tài bằng granite hồng của hoàng hậu Iput được tìm thấy, nhưng chữ khắc trên đó đã bị xóa bỏ nên khó nhận ra. Một điều thú vị là một cỗ quan tài khác cũng bằng granite, được cho là của hoàng hậu Ankhesenpepi IV - một bà vợ thứ của Pepi II và là mẹ đẻ của một vị vua tên là Neferkare. Bà hậu này có thể đã tái giá sau khi Pepi II qua đời.

### Kim tự tháp Udjebten
Udjebten hay Wedjebten là một người vợ thứ của Pepi II. Bà tuy mang danh hiệu "Công chúa kế thừa" nhưng không được gọi là "Con gái của Vua", vì lẽ đó mà bà không mang trong mình dòng máu hoàng gia. Cả kim tự tháp và đền thờ của thứ hậu Udjebten chỉ còn là gạch vụn. Dấu tích còn lại của nó là một bệ thờ có ghi tên của hoàng hậu.
Kim tự tháp của Udjebten bị thiệt hại nặng nề nhất trong 3 kim tự tháp của các hậu phi. May mắn thay, Jequier đã tìm thấy được những dòng chữ chứng minh rằng, đỉnh của kim tự tháp Udjebten được bọc vàng. Phòng mộ bên dưới lòng đất được khắc đầy những văn tự, tuy nhiên lại không tìm thấy một cỗ quan tài nào.